# Niccolò Zucchi
Niccolò Zucchi [nikkoˈlɔ ˈdzukki] (Parma, 6 de dezembro de 1586 — Roma, 21 de maio de 1670) foi um jesuíta, astrônomo e físico italiano.